# Escalopa a la milanesa
L'escalopa a la milanesa (en llombard: custuleta a la milanesa) és una varietat popular de cotoletta típica de la ciutat de Milà. Segons algunes fonts, com ara Massimo Alberini, el plat seria d'origen francès i hauria estat importada a Milà durant les guerres napoleòniques, on va ser conegut per primer cop com a cotoletta rivoluzione francese en italià o côtelette révolution française en francès. Tradicionalment es prepara amb una costella de vedella o un llom amb os, que s'arrebossa i es fregeix amb mantega. Per la seva forma, sovint s'anomena oreggia d'elefant en llombard, que significa "orella d'elefant".
Una variació comuna feta amb pollastre, anomenada "chicken milanese" ("pollastre a la milanesa"), és popular als països anglòfons.

## Història
Consta que a Milà, l'any 1134, es va servir un plat pel nom de lumbolos cum panitio ("costelletes amb pa"), que s'esmenta en un banquet per al canonge de la Basílica de Sant Ambròs de Milà. No se sap si la carn estava coberta de farina de galeta o si s'acompanyava de pa com a guarnició. Altres evidències es remunten al segle I aC, que indiquen que els romans consumien plats de carn tallada fina, que s'arrebossava o s'empanava i es fregia. El 1735 se'n va publicar una recepta pel xef francès Joseph Menon, cosa que fa pensar que l'origen del plat en la versió actual podria, de fet, provenir de França. El plat s'assembla al wiener schnitzel, que es va originar a Àustria al voltant del segle xix.